# Os del Gobi
L'os del Gobi (mongol: mazaalai) és una forma d'os bru. Avui en dia se'l classifica com a part de l'os bru de l'Himàlaia (Ursus arctos isabellinus), que també viu a altres parts de l'Àsia central: el nord de l'Índia, el Pakistan, l'Afganistan i el Kazakhstan. L'os del Gobi habita una petita part del desert del Gobi (Mongòlia). Apareix a la Llista Vermella mongola com a espècie en perill d'extinció i la seva caça està expressament prohibida. La seva població extremament minsa i el seu àmbit de distribució petit el fan vulnerable a les amenaces.

## Genètica
Basant-se en la morfologia, l'os bru del Gobi de vegades s'ha classificat històricament com a pertanyent a la mateixa subespècie que l'os blau del Tibet. Sokolov i Orlov (1992) van descriure'l com una subespècie apart (Ursus arctos gobiensis). L'anàlisi filogenètica posterior ha demostrat que l'ADN d'aquests ossos s'arrenglera amb el dels ossos de l'Himàlaia i representen una població relicta d'aquesta subespècie.
L'os del Gobi està separat de les demés poblacions d'os bru per una distància geogràfica suficient com per a produir-se l'aïllament reproductiu. Conseqüència d'això, els pocs exemplars sobrevivents tenen molt poca diversitat genètica, la més baixa registrada entre les poblacións d'os bru a tot al món.

## Descripció
És un os molt petit en comparació amb les demés subespècies d'os bru. Es documenta una longitud d'entre 147 i 167 cm. Els mascles pesen entre 96-138 kg i les femelles entre 51 i 78 kg. El seu pelatge és bru i sovint presenta taques més clares al coll o al pit. Durant els mesos d'hivern poden aparèixer taques grises. De forma inusual entre els ossos bruns, les urpes són despuntades.

## Alimentació
Es tracta d'un os eminentment herbívor, adaptat als rigors d'un ambient amb molt poca disponibilitat de nutrients. S'alimenta de rizomes de ruibarbre silvestre, baies del gènere nitrària, gramínies (Phragmites), ceba silvestre, herbes i altres plantes verdes que es troben als oasis. Només al voltant de l'1% de la dieta consta de carn, consistent en rosegadors i carronya. No hi ha proves que depredin grans mamífers.

## Distribució, habitat i població
El 82% de la distribució geogràfica de l'os del Gobi es troba dins de l'"Àrea estrictament protegida" de la secció A. del Gran Gobi, al sud-oest de Mongòlia. El seu habitat el conformen deserts muntanyosos i pisos desèrtics.
El 2014 es calculava que la població d'ossos del Gobi havia arribat a disminuir fins ¡ a només 29 exemplars. Després de l'acció del govern per preservar els hàbitats i organitzar abocadors d'aliments abans de la hibernació hivernal, el Projecte Gobi Bear va estimar que la població havia augmentat a 40 ossos el 2020.

## Amenaces
El nombre escadusser d'aquests ossos els torna vulnerables als canvis ambientals, a les malalties per consanguinitat i baixes taxes de reproducció. La sequera i la desaparició contínua de les fonts d'aigua són una amenaça contínua, agreujada per la presència d'explotacions mineres il·legals.